# Men of War
Men of War (traducido al español como Hombres de Guerra) que, originalmente fue conocido como All-American Men of War (Traducido como Los Hombres de Guerra Americanos) ha sido el nombre de una serie de títulos de historietas bélicas que ha sido publicados por la editorial DC Comics, que en su mayor parte de sus aventuras narradas, se le habían dado la exclusividad de ser historias de antología de guerra basadas en el ejército estadounidense durante la Segunda Guerra Mundial.
La serie original como inicialmente se llamó, All-American Men of War, que inicialmente duró 118 números entre 1956 y 1966. Las aportaciones a la serie All-American Men of War se destacó principalmente escritores como Robert Kanigher (el artífice de la mayoría de los títulos de antología de historietas bélicas de la editorial), Hank Chapman, y France Herron; contó con la colaboración artística de Alex Toth, Gene Colan, Mort Drucker, Mike Esposito, Jerry Grandenetti, Sheldon Moldoff, Russ Heath, Bernard Krigstein, Joe Kubert, e Irv Novick. El famoso artista pop Roy Lichtenstein trabajó en 1962 un trabajo de arte denominado Whaam!, de la cual, se basa en una portada de Jerry Grandenetti de la revista All-American Men of War #89 (enero-febrero de 1962).
Una segunda serie, que simplemente fue retitulada como Men of War (siendo la continuaicón del volumen de la serie original y que fue reiniciada su numeración), fue publicado con 26 números entre 1977 y 1980. Entre los colaboradores habituales se encontraron los escritores como Kanigher, Roger McKenzie, Cary Burkett, Jack C. Harris y Paul Kupperberg; y los dibujantes como Grandenetti, Dick Ayers, y Howard Chaykin.
Un segundo volumen, que también fue titulado como Men of War, protagonizada Sgto. Rock y se publicó entre noviembre de 2011 hasta junio de 2012.

## Historia sobre la publicación

### All-American Men of War
All-American Men of War inicialmente no inició con la edición #1 sino que fue la retitulación de la serie de historietas que fue publicada hasta 1948, la serie All American Western, la misma serie que había recibido la serie de historietas de 1939 All American Comics. El título se convirtió en All-American Men of War en la edición #127, publicado entre agosto y septiembre de 1952. All-American Men of War se publicó dos números antes de reiniciarse la numeración (por extraño que parezca, la edición #2 se publicó entre diciembre de 1952 y enero de 1953. En el All-American Men of War #35 (julio de 1956) contó con la primera cubierta pintada para una historieta de DC.
Uno de los primeros ejemplos conocidos de arte pop, fue realizada por el artista Roy Lichtenstein, en su obra Whaam!, adaptada de la portada de la serie y que estuvo titulada con la historia "Jockey Star", correspondiente al All American Men of War #89 (enero-febrero de 1962), dibujado por Irv Novick.  La pintura representa a un avión de combate, el North American P-51 Mustang, donde dispara un cohete a un avión enemigo, expresando la explosión en colores amarillo y rojo y (en la historieta, la fuente de inspiración original de la aeronave es una de un North American F-86 Sabre). El estilo de los colores de las ilustraciones se ve reforzada por el uso de letras en un estilo onomatopeya la expresión "Whaam!" y el subtítulo en color amarillo con letras negras. Lichtenstein utilizó otras obras de arte a partir de esta serie tipo de obras, incluyendo las palabras Brattata y Bratatat!.
Las páginas de los que escribían a la historieta 'All-American Men of War fue titulado "la esquina del combatiente".

### Men of War
Después de ser congelada la publicación de la serie por 11 años, la serie regresó como Men of War, publicando 26 números como continuación de la anterior, entre agosto de 1977 y marzo de 1980.

#### Los Nuevos 52:Men of WarVol.2
Men of War regresaría en un segundo volumen que debutó con la iniciativa de las nuevas publicaciones de DC Comics con el relanzamiento de todas sus series en 2011, siendo Men of War  una de estas series, bajo la estrategia publicitaria de Los Nuevos 52; esta serie fue escrita por Ivan Brandon. Sin embarhgo, en enero de 2012, DC anunció que Men of War sería uno de los primeros seis títulos que serían cancelados después de su octava edición, al ser sustituidos por una "segunda ola" de seis nuevas series de historietas.

## Personajes notables y recurrentes

### All-American Men of War
- Khaki-Yaks': Un soldado Rasteador humorístico creado por Irwin Hasen personaje habitual en los primeros números, desde el #10 (abril/mayo de 1954).[9]
- Gunner y Sarge: Introducido por el editor Robert Kanigher y el dibujante Ross Andru en la edición #67 (marzo de 1959),[10] fue uno de los primeros personajes que repitieron sus apariciones en las historietas de guerra,[11] aunque la mayor parte de sus aventuras tuvieron lugar en la serie hermana, Our Fighting Forces (números #45-94, entre mayo de 1959 hasta agosto de 1965).[12]
- Tank Killer (Tanque Asesino): personaje que apareció en las ediciones #69, #71, #72, y #76.
- Johnny Cloud: Nativo americano que luchó en la Segunda Guerra Mundial al mando de un cazabombarder North American P-51 Mustang como piloto, las aventuras de Johnny fueron creadas por Robert Kanigher y Irv Novick. El también conocido como el "As Navajo" apareció en cada número de la serie desde el #82 hasta el final de la serie (noviembre/diciembre de 1960 hasta septiembre/octubre de 1966).[13] Johnny Cloud, junto con Gunner y Sarge, más tarde pasaron a formar parte de Los Perdedores,[14] un equipo que a finales de 1960 y principios de 1970 fueron los principales personajes de Our Fighting Forces.
- Teniente Savage, Balloon Buster: Piloto de la Primera Guerra Mundial  y As de la aviación, creado por Robert Kanigher y dibujado por Russ Heath, fue concebido como la contraparte del alemán Enemy Ace. Steve Savage apareció en los números de la serie en el #112, #113, #114, y #116. Más tarde se estableció que su continuidad como personaje fue establecido que el teniente Savage era el hijo de Brian Savage, también conocido como Scalphunter, así como nieto de Matt Savage, Trail Boss (un personaje de la historieta publicada entre 1948 a 1961 denominada Western Comics).[15]

### Men of War
- Gravedigger: Era el nombre clave del capitán Ulysses Hazard, el personaje debutó en Men of War #1 (agosto de 1977), creado por David Michelinie y Ed Davis.[16] Gravedigger apareció en cada edición de Men of War.
- Enemy Ace: Otro personaje habitual Men of War, Hans von Hammer apareció cerca de la mitad de los 26 números como historia complementaria.
- Dateline: Frontline: Personajes creados por Cary Burkett que aparecieron en la serie eran unos corresponsales de guerra que aparecieron en los números #4-6, #9-11, y en el #21-23, antes de trasladarse al Soldado Desconocido.
- Rosa, Espía Maestro: Un personaje creado por Paul Kupperberg, que apareció en los números #17, #18, #24, y #25.

#### Men of War Vol.2 (Los Nuevos 52)
- Sgto. Rock:Historias de acciones de combate producto de la devastación de la Tierra producto de los hechos que marcan las acciones de los metahumanos.

## Ediciones recopilatorias
- Showcase Presents: Men of War recopila Men of War # 1-26, enero de 2014, ISBN 978-1401234997
- Men of War Vol.1: Uneasy Company recopila Men of War vol. 2 # 1-8julio de 2012, ISBN 978-1401234997
- Frankenstein Agent of S.H.A.D.E. Volumen 2: Secrets of the Dead recopila Men of War vol. 2 # 8, Frankenstein, Agente de S.H.A.D.E. #0, #8-16, Abril de 2013, ISBN 978-1401238186